# نورمان ر. ووكر
نورمان ر. ووكر (بالإنجليزية: Norman R. Walker)‏ هو سياسي أمريكي، ولد في 28 يوليو 1889، وتوفي في 5 أبريل 1949.